# Syngonus
Syngonus is een geslacht van wantsen uit de familie van de Miridae (Blindwantsen). Het geslacht werd voor het eerst wetenschappelijk beschreven door Ernst Evald Bergroth in 1926.

## Soorten
Het genus bevat de volgende soorten:

- Syngonus nigra (Poppius, 1914)
- Syngonus spinulatus (Schmitz, 1970)